# Giò Stajano
Contessa Maria Gioacchina Stajano Starace Briganti di Panico, nota semplicemente come Giò Stajano (Gioacchino Stajano Starace, conte Briganti di Panico dalla nascita al 1983; Sannicola, 11 dicembre 1931 – Alezio, 26 luglio 2011), è stata una nobile, scrittrice, giornalista, attrice e pittrice transessuale italiana.
Negli anni '60, prima dell'operazione di riattribuzione chirurgica del genere sessuale (1983), fu al centro dell'attenzione pubblica come uno dei primi uomini omosessuali pubblicamente dichiarati in Italia. Per una sua nuotata notturna nella Fontana della Barcaccia, si racconta anche che fu Stajano ad ispirare Federico Fellini per la scena del bagno di Anita Ekberg nella Fontana di Trevi ne La dolce vita (1960).

## Biografia
(Giò Stajano)

### Nascita, famiglia e istruzione
Nipote del gerarca fascista Achille Starace, suo nonno materno, Giò Stajano nacque l'11 dicembre 1931 in un paesino del Salento, Sannicola, nell'allora Regno d'Italia, dal conte Riccardo Stajano Briganti di Panico e da Fanny Starace, unica figlia di Achille Starace. Alla nascita il suo genere sessuale era quello maschile e il nome assegnatogli fu quello di Gioacchino Stajano Starace Briganti di Panico, abbreviato in Giò Stajano.
Come raccontato proprio da Giò Stajano, una volta il nonno Achille diede in braccio a Benito Mussolini proprio l'infante Giò, che in quell'occasione fece pipì addosso al dittatore fascista. A dodici anni, alla caduta del fascismo, i genitori si separarono.
Giò frequentò il Collegio dei Gesuiti di Villa Mondragone a Frascati. Terminato il liceo, si trasferì a Firenze, dove frequentò l'Accademia di Belle Arti. Successivamente si spostò a Roma e seguì alcuni corsi presso la facoltà di architettura all'Università degli Studi di Roma "La Sapienza".

### Carriera e successo
Nel 1956, durante l'edizione annuale della Fiera d'Arte di Via Margutta a Roma, Stajano espose i suoi quadri, ottenendo un discreto successo di pubblico. Conobbe Giorgio de Chirico, Renato Guttuso e Alberto Moravia, intraprese un'amicizia con Novella Parigini e iniziò a frequentare quegli ambienti che poi Federico Fellini racconterà ne La dolce vita (1960).
Nel 1959 pubblicò Roma capovolta, un testo autobiografico, che racconta le sue folli scorribande nell'alta società romana e contemporaneamente descrive la realtà omosessuale nell'Italia dell'epoca. Il testo, esplicitamente gay, fu sequestrato dalle autorità con l'accusa di propagandare idee contrarie alla "pubblica morale" e "dannose per il costume". Cosa che contribuì ovviamente a focalizzare l'attenzione della stampa scandalistica su Giò Stajano, che all'epoca ottenne la consacrazione come l'"omosessuale più famoso d'Italia".

Giò Stajano in una foto dei primi anni '70

Subito dopo Roma capovolta Stajano si affrettò a pubblicare Meglio l'uovo oggi (inizialmente, Meglio l'uomo oggi), sempre sulla vita omosessuale di Roma, nel quale si alludeva in maniera non troppo velata all'omosessualità di vari personaggi pubblici, fra i quali l'ex re d'Italia Umberto II, qui definito col nomignolo "Umbertina". Fece seguito un altro libro scandalistico, Roma erotica.
Anche questi testi furono sequestrati poco dopo la loro uscita nelle librerie, ma non senza avere venduto un certo numero di copie e contribuito ad accrescere ulteriormente la celebrità di Stajano. Diventò una delle più celebri persone protagoniste della "dolce vita" romana. Aprì un locale ed ispirò il regista Federico Fellini facendo il bagno nella Fontana della Barcaccia di Piazza di Spagna, prima che Anita Ekberg lo facesse nella Fontana di Trevi nel film La dolce vita; proprio in quest'ultimo film ottenne una parte, tuttavia, a causa di un litigio con il regista, questa non fu inserita nell'edizione del film per le sale, ma fu poi aggiunta nelle edizioni restaurate per la TV e per le videocassette/DVD.
Oltre che con Fellini, lavorò con Steno, Dino Risi, Riccardo Freda. Tra il 1958 e il 1961 collaborò con il settimanale scandalistico Lo specchio.
Nel 1961, più che altro per la sua celebrità, fu tra le persone convocate per essere interrogate dalla magistratura nell'ambito dello scandalo dei "balletti verdi" nel bresciano. In quest'occasione, per protesta, si presentò in pretura nei panni di una donna a lutto, sferruzzando un gomitolo di lana nera.
Sul finire degli anni Sessanta iniziò a collaborare alla rivista settimanale di costume e attualità, nonché erotismo, Men, nella quale rispondeva con un tono fra il bizzarro e il sibillino alle lettere dei lettori omosessuali nella rubrica Il salotto di Oscar Wilde: questa rubrica fu in assoluto il primo (e per molti anni, l'unico) spazio rivolto ad un pubblico gay nell'editoria italiana. Nel 1971 ottenne anche la cattedra di direzione del periodico.

### Transizione
Con la nascita del movimento gay, a cui Giò Stajano non aderì mai, e con i cambiamenti sociali della fine degli anni Sessanta, calò l'interesse intorno al personaggio scandaloso che aveva fatto discutere le cronache.
Dal 1982 in Italia divenne legale per le persone con disforia di genere di cambiare anagraficamente il proprio genere sessuale, tuttavia ancora previa operazione e modificazione dei caratteri sessuali esterni. Così, nel 1983, Giò Stajano decise di mettere in pratica ciò a cui sentiva di appartenere, e cioè l'essere donna e non uomo, e si sottopose a un'operazione di riattribuzione chirurgica del genere sessuale a Casablanca (Marocco) per mano del professore Bourou, prendendo il nome di Maria Gioacchina Stajano Starace Briganti di Panico (sempre abbreviato in Giò Stajano).
Dopo questo intervento tornò alla ribalta e rilasciò la sua prima intervista al giornalista Francesco D. Caridi de Il Borghese, settimanale per il quale Giò Stajano aveva scritto degli articoli di mondanità firmati con lo pseudonimo "Pantera Rosa", dove prendeva di mira soprattutto l'aristocrazia romana. E sempre dopo la transizione, nel corso degli anni Ottanta prese parte anche ad alcuni fotoromanzi pornografici per la collana Supersex.
Nel 1992 pubblicò infine la sua autobiografia, intitolata La mia vita scandalosa.

### Ultimi anni e morte
Negli ultimi anni Maria Gioacchina si avvicinò alla religione cattolica: dichiarò alla stampa, con grande battage pubblicitario, di voler entrare in un monastero femminile, ma di non poterlo fare unicamente a causa del suo cambio di sesso, non riconosciuto legittimo dalla Chiesa cattolica. Infine trovò accoglienza presso le monache di Betania del Sacro Cuore a Vische, in qualità di suora laica.
Tra le ultime apparizioni pubbliche vi si ricordano l'intervista concessa a Paolo Bonolis a Il senso della vita nel 2008 e quella a Piero Chiambretti nella trasmissione Chiambretti Night nel 2009.
Nel 2007 viene pubblicata la sua ultima biografia Pubblici scandali e private virtù (Manni editori), scritta con Willy Vaira, che nominò suo erede e curatore di tutto il suo patrimonio artistico.
Morì in una casa di riposo di Alezio, il 26 luglio 2011, all'età di 79 anni. Venne sepolta nella cappella di famiglia a Gallipoli.

## Opere (selezione)
- Roma capovolta, Quattrucci, Roma, 1959
- Meglio l'uovo oggi, Quattrucci, Roma, 1959
- Le signore sirene, Quattrucci, Roma, 1961
- Vita d'uomo, Tipografia Giolitti, Roma, 1962 (ripubblicato da Quattrucci nel 1967 con il titolo Il letto stretto)
- Gli uni e gli altri, Conte, Lecce, (1963?)
- Roma erotica, Società Editoriale Attualità, Milano, 1967
- La mia vita scandalosa, Sperling & Kupfer Editori, Milano, 1992
- Pubblici scandali e private virtù. Dalla dolce vita al convento, scritta con Willy Vaira, Manni, Lecce, 2007
- Esercizi d'amore, Manni Editore, Lecce, 2008 (poesie di Giò Stajano e di Willy Vaira)
- La mia vita (non più) scandalosa. Scritti inediti di Giò Stajano, a cura di S. Cipressa, Ed Insieme, Terlizzi (Ba), 2014.
- Roma Capovolta, Feltrinelli, Milano, 2025 - riedizione a cura di Willy Vaira.

## Filmografia

Enrico Montesano e Giò Stajano in una scena del film Nerone (1977)

- Avventura a Capri, regia di Giuseppe Lipartiti (1959)
- La dolce vita, regia di Federico Fellini (1960)
- Ferragosto in bikini, regia di Marino Girolami (1960)
- Gli scontenti, regia di Giuseppe Lipartiti (1961)
- Totò, Peppino e... la dolce vita, regia di Sergio Corbucci (1961)
- La ragazza di mille mesi, regia di Steno (1961)
- Caccia all'uomo, regia di Riccardo Freda (1961)
- In nome del popolo italiano, regia di Dino Risi (1971)
- Il comune senso del pudore, regia di Alberto Sordi (1976)
- Gli amici di Nick Hezard, regia di Fernando Di Leo (1976)
- Nerone, regia di Castellacci e Pingitore (1976)
- Un uomo da ridere - miniserie TV, 1 episodio (1980)
- Il 'fico' del regime (da prendere come esempio in mancanza di esempi peggiori), regia di Ottavio Mai e Giovanni Minerba (1991)
- Tentazioni metropolitane, regia di Gianna Maria Garbelli (1993)